# Conciliação
A Conciliação é um método utilizado em conflitos mais simples, ou restritos, no qual o terceiro facilitador pode adotar uma posição mais activa, porém neutra com relação ao conflito e imparcial. É um processo consensual breve, que busca uma efetiva harmonização social e a restauração, dentro dos limites possíveis, da relação social das partes.
Na conciliação, não existem vencedores nem perdedores. São as partes que constroem a solução para os próprios problemas, tornando-se responsáveis pelos compromissos que assumem, resgatando, tanto quanto possível, a capacidade de relacionamento. Nesse mecanismo, o papel do juiz não é menos importante, pois é aqui que ele cumpre sua missão de pacificar verdadeiramente o conflito.
Salienta-se que existem diferenças entre a conciliação e a mediação. Enquanto a mediação é voltada ao restabelecimento do diálogo entre as partes em conflito - onde a solução para a lide é firmada pelas próprias partes sem a interferência do mediador - a conciliação já passa a ter a interferência direta do conciliador, onde este desenvolve um papel não apenas de sugestão de restabelecimento do diálogo entre as partes, mas também passa a ter a prerrogativa de sugerir uma solução pacífica para o conflito em questão. Essa solução buscada pela conciliação deve ser encarada na forma de um acordo justo para as partes, de tal forma que não fique mais oneroso para uma em detrimento à outra, o que sugere que ela só pode ser aplicada quando há uma identificação evidente do problema em discussão.